# Nomansland (Wiltshire)
Nomansland – wieś w Anglii, w hrabstwie Wiltshire. Leży 18 km na południowy wschód od miasta Salisbury i 123 km na południowy zachód od Londynu.